# Saustrup
Saustrup (dänisch: Savstrup) ist eine Gemeinde im Kreis Schleswig-Flensburg in Schleswig-Holstein.

## Geographie

### Geographische Lage
Das Gemeindegebiet von Saustrup erstreckt sich im Süden der Halbinsel Angeln (naturräumliche Haupteinheit Nr. 700) nördlich von Süderbrarup in ländlicher Umgebung. Es reicht im Westen bis an die Bäche der Flaruper- und Boeler Au heran, ist aber auch zersplittert und umfasst auch einige Ex- und Enklaven. Die beiden zusammenhängenden Waldgebiete Flarupholz (Flarup Skov) und Saustruper Gehege liegen im Gemeindegebiet.

### Gemeindegliederung
Die Gemeinde lässt sich siedlungsgeographisch in mehrere Ortsteile, sogenannte Wohnplätze, gliedern. Nach den Angaben in einem zur Volkszählung 1987 in Deutschland aufgestellten Verzeichnis, befinden sich neben der namenstiftenden Häusergruppe auch die Häusersiedlungen Brarupholz (teilweise), Bünderies (dänisch Bynderis), Flarup, Flarupfeld (Rurup), Fraulund (teilweise) und Schwanholm (dänisch Svanholm) als weitere Siedlungen im Gemeindegebiet.

### Nachbargemeinden
An Saustrup grenzen unmittelbar die Gemeindegebiete von:
| Mohrkirch | Rügge                                       |             |
| Böel      | Kompassrose, die auf Nachbargemeinden zeigt | Scheggerott |
|           | Norderbrarup, Wagersrott                    |             |

## Geschichte
Der Ortsname wurde erstmals 144 schriftlich dokumentiert. Der Name ist zusammengesetzt aus altdän. thorp und saxi und bedeutet etwa Dorf des Saxi (vgl. -trup). Saxi ist ein Rufname, der sowohl auf den Stammesnamen Sachse als auch auf Messer, Schwert zurückgehen kann. Die Konsonantengruppe -ks- ist im Angeldänischen/Sønderjysk zu -ws- geworden. Der Name Bünderies ist 1478 erstmals schriftlich genannt und ist zusammengesetzt aus dän. bonde für Bauer bzw. dem Rufnamen Bunde und -ris für Busch, Kratt. Flarup wurde erstmals 1349 erwähnt und bedeutet Dorf des Flati, ein Beiname, der auf dän. flad für flach zurückgeht. Schwanholm wurde 1804/05 erstmals erwähnt und bedeutet Erhebung, wo Schwäne sind zu dän. svane (ndt. swån, swoon) und -holm.
Im Mittelalter befanden sich einige befestigte Hofanlagen im heutigen Gemeindegebiet, zum Beispiel wurde um 1400 Timmerholm erwähnt. Noch heute befindet sich das Gut Flarupgaard in Saustrup.
Vor dem Deutsch-Dänischen Krieg 1864 gehörte der Ort zum Kirchspiel Norderbrarup in der Struxdorfharde (Amt Schleswig) im Herzogtum Schleswig (auch: Sønderjylland).

## Politik
Bei der Kommunalwahl am 14. Mai 2023 wurden insgesamt neun Sitze vergeben. Dabei kam es zu der Besonderheit, das nach Auszählung sowohl die Freie Wählergemeinschaft Saustrup (FWS), als auch die Kommunale Wählergemeinschaft Saustrup (KWS) exakt 223 Stimmen erhalten haben. Nach §10 des Gemeinde- und Kreiswahlgesetzes kam es zu einem Losentscheid um die absolute Mehrheit in der Gemeindevertretung, durchgeführt durch den Gemeindewahlleiter. Dieses entschied zugunsten der FWS. Somit hat die FWS nun fünf Sitze und die KWS vier Sitze inne.

### Bürgermeister
Seit 2023 ist Karin Blesken (FWS) ehrenamtliche Bürgermeisterin. Sie löste Peter Heinrich Hansen (KWS) ab, der das Amt zuvor zehn Jahre innehatte.

## Wirtschaft
Die Gemeinde ist überwiegend landwirtschaftlich geprägt.

## Sehenswürdigkeiten
In der Liste der Kulturdenkmale in Saustrup stehen die in der Denkmalliste des Landes Schleswig-Holstein eingetragenen Kulturdenkmale.